# Agrotis corticus
Agrotis corticus là một loài bướm đêm trong họ Noctuidae.